# Обердердінген
Обердердінген (нім. Oberderdingen) — громада в Німеччині, знаходиться в землі Баден-Вюртемберг. Підпорядковується адміністративному округу Карлсруе. Входить до складу району Карлсруе.
Площа — 33,57 км2. Населення становить 11 344 ос. (станом на 31 грудня 2020).